# Септет (Джонстон)
Септет (укр. Septet) — музичний твір композитора Бена Джонстона, написаний 1958 року.
Бен Джонстон — американський композитор, який на початку 1950-х років навчався у Гаррі Парча та Даріуса Мійо, а з 1953 року викладав в Університеті Іллінойсу в Урбана-Шампейн. Він почав писати музику ще студентом у 1940-ті роки, а протягом 1950-х зосередився на написанні сценічної та камерної музики. Як пізніше згадував Джонстон, Септет став кульмінацією його неокласичного періоду творчості.
Твір було написано протягом 1956—1958 років. Бен Джонстон почав роботу над ним після створення музики до п'єси «Гертруда» Вілфорда Ліча, а протягом 1957 року був зосереджений на підготовці до прем'єри балету The Bewitched на музику Гаррі Парча. Септет мав стати складним випробуванням для Джонстона, бо до цього він писав або коротші композиції, або сценічну музику до п'єс, опери або балету, цього ж разу він створював «абсолютну музику».
Септет написано для духового квінтету, віолончелі та контрабаса. Він складається з трьох частин загальною тривалістю 13 хвилин. Врахувавши критику сюїти St. Joan, композитор вирішив підтримувати зв'язність твору, перевикористовувавши його частини, і обрав форму «квазі-рондо». Джонстон вважав, що завдяки окремим технічним елементам, як-то модальні мелодії та використання контрапункту, Септет сподобався б його вчителю Даріусу Мійо.

Музикознавиця Хайді фон Гунден називала «Три китайські вірші», «Гертруду» та «Септет» найбільш значними творами раннього Бена Джонстона. Разом з тим, при його написанні Джонстон зіткнувся із проблемами, пов'язаними з обмеженнями існуючих технік композиції, тому невдовзі після його закінчення почав експериментувати з серіалізмом.
1. Septet: Movement 1 на YouTube
2. Septet: Movement 2 на YouTube
3. Septet: Movement 3 на YouTube

Вперше Септет був виконаний 23 лютого 1972 року ансамблем Contemporary Chamber Players в Університеті Іллінойсу. 1993 року запис Септету у виконанні ансамблю Music Amici вийшов на музичному альбомі творів Бена Джонстона Ponder Nothing.